# Альбах-Ретти, Роза
Роза Альбах-Ретти (нем. Rosa Albach-Retty, урожд. Роза Ретти; 26 декабря 1874, Ханау, Гессен — 26 августа 1980, Баден, Нижняя Австрия) — австрийская театральная актриса. Бабушка актрисы Роми Шнайдер.

## Биография
Роза Ретти родилась в актёрской семье Рудольфа и Кети Ретти и принадлежала старинной актёрской династии итальянского происхождения. Отец Розы Рудольф стал её первым учителем. С 1890 года Роза играла в берлинских театрах. Её первым успехом на театральных подмостках стала заглавная роль в спектакле «Минна фон Барнхельм» в берлинском Театре имени Лессинга. В 1895—1903 годах Ретти служила в венских театрах — Фолькстеатр и Бургтеатр. В 1905 году удостоилась звания придворной актрисы. В 1928 году Роза Ретти получила звание почётного члена труппы Бургтеатра. Её прощальный выход на сцену состоялся в 1958 году.
Кинокарьера Розы Ретти началась в 1930 году с фильмом «Деньги на улице». Потомки Розы Ретти также получили известность. Сын Розы Ретти Вольф, родившийся в браке актрисы с офицером австрийской армии Карлом Альбахом, тоже стал актёром. Внучка Розы Ретти Роми Шнайдер — известная немецкая и французская актриса. В возрасте ста лет Роза выпустила книгу своих воспоминаний «Как коротки эти сто лет». Роза Альбах-Ретти умерла в 1980 году в возрасте 105 лет и была похоронена на Центральном кладбище Вены.

## Сочинения
- Albach-Retty, Rosa. So kurz sind hundert Jahre. Erinnerungen. Verlag: Herbig, München Berlin, 1979. ISBN 9783776608649

## Фильмография
- 1930: Geld auf der Straße
- 1935: Episode
- 1939: Отель «Захер» / Hotel Sacher
- 1942: Wien 1910
- 1942: Die heimliche Gräfin
- 1942: Wen die Götter lieben
- 1951: Maria Theresia
- 1955: Der Kongreß tanzt